# Манукян, Пандухт Амаякович
Панду́хт Амая́кович Манукя́н (арм. Պանդուխտ Մանուկյան, 25 мая 1951, Джермук — 21 июня 2021, Ереван) — армянский государственный деятель.
- 1968—1973 — Ереванский политехнический институт. Инженер-строитель.
- 1973—1994 — работал мастером, инженером, начальником отдела в тресте «Джермукшин».
- 1994-1996 мэр Джермука
- 1997—2003 — марзпет (губернатор) Вайоцдзорская области.
- 1995—1999 — депутат парламента. Член постоянной комиссии по государственно-правовым вопросам. Член партии «АОД».
- С 2003 — директор «Вайоц-Дзор Фрукт» общество с ограниченной ответственностью.